# Care Santos
Macarena Santos i Torres, född 8 april 1970 i Mataró, Katalonien, är en spansk (katalansk) författare verksam under namnet Care Santos. Hon skriver både på katalanska och spanska, för både vuxna och yngre läsare.

## Biografi
Macarena Santos i Torres föddes 1970 i Mataró, Katalonien, norr om Barcelona. Hon började skriva vid 8 års ålder och vann sin första skrivtävling vid 14 års ålder.
Care Santos studerade juridik och senare spansk filologi på Barcelonas universitet. Hon påbörjade sin karriär som journalist på Diari de Barcelona och arbetade senare för tidningarna ABC och El Mundo.
1995 uppmärksammades Santos för sin första bok, en samling noveller betitlad Cuentos cítricos. Därefter har hon skrivit sexton romaner och ytterligare tre novellsamlingar. Bland dessa kan nämnas romanen Trigal con cuervos (1999), som vann Ateneo de Sevilla-priset, och Los ojos del lobo ('Vargens ögon'), en ungdomsbok som belönades med Gran Angular-priset.
2007 blev hon nominerad till Primavera de Novela-priset med för sin La muerte de Venus ('Venus död') som översatts till ett flertal språk. 2013 vann Santos Joaquim Ruyra-priset för bästa ungdomsbok för sin No em preguntis qui sóc ('Du kan inte gissa vem jag är'). Den 20 januari 2014 fick Santos motta Ramon Llull-priset för manuset till romanen Desig de xocolata ('Längtan efter choklad'); den gavs därefter ut 6 mars 2014.
2013 kom Santos bok Habitacciones cerradas ut i svensk översättning av Johanna Svartström, under titeln De gömda rummen. Boken recenserades av flera svenska tidningar, inklusive Helsingborgs Dagblad och Litteraturmagazinet och ingick i Bonniers Bokklubb.